# Coyrière
Coyrière és un municipi francès situat al departament del Jura i a la regió de Borgonya - Franc Comtat. L'any 2007 tenia 59 habitants, el 2017 eren 65.

## Demografia
Habitants censats
El 2007 la població en edat de treballar era de 48 persones. El 2007, hi havia una empresa de fabricació d'altres productes industrials, una de construcció I una immobiliària.

## Poblacions més properes
El següent diagrama mostra les poblacions més properes.